# Oliver Burke
Oliver Burke (Kirkcaldy, 7 de abril de 1997) é um futebolista profissional escocês que atua como meia. Atualmente joga no Union Berlin.

## Carreira
Oliver Burke começou a carreira no Nottingham Forest.

## Títulos

### Prêmios individuais
- 43º melhor jogador sub-21 de 2016 (FourFourTwo)[3]